# Маракана (птах)
Маракана (Primolius) — рід птахів родини папугових.

## Опис
Це папуги переважно зеленого забарвлення, але присутні також синій, червоний і жовтий кольори. Вони мають довгий хвіст, великий вигнутий дзьоб і ділянку голої шкіри на обличчі. Будучи завдовжки менше 50 см, набагато менші, від видів роду Ara.

## Класифікація
Рід містить три види, які інколи включають у рід Ara:
- Primolius auricollis — маракана жовтошиїй
- Primolius couloni — маракана гірський
- Primolius maracana — маракана червоночеревий